# کوچی‌پودی
کوچی‌پودی (به انگلیسی: Kuchipudi) (‎/kuːtʃiˈpuːdi/‎) یکی از هشت رقص اصلی از رقص‌های کلاسیک هندی است. ریشه نام این رقص به روستایی در ایالت هندی آندرا پرادش، به نام کوچی‌پودی بر می‌گردد. کوچی پودی اجرای رقصی به سبک رقص-درام است، وفق اینکه ریشه‌های این سبک رقص در ناتیا شسترا، رساله کهن هندی به زبان سانسکریت، می‌باشد.  این رقص همانند تمام رقص‌های اصلی کلاسیک هند به عنوان یک هنر مذهبی مرتبط با نوازندگان و آوازه خوان‌های دور گرد، معابد و اعتقادات معنوی بسط پیدا کرد.
مدارکی از وجود کوچی‌پودی در یک نوع سبک قدیمی در کتیبه مسی قرن دهم و در متون مربوط به قرن پانزدهم همچون ماچوپالی کایفت (Machupalli Kaifat) یافت شده‌است.